# Stanisław Franciszek Biegański
Stanisław Franciszek Biegański (1649 lub 1650–1709), polski duchowny rzymskokatolicki, franciszkanin konwentualny, biskup bakowski i proboszcz w Ostrogu nad Horyniem (diecezja łucka).

## Życiorys
Urodził się w roku 1649 lub 1650 w Wielkopolsce, w diecezji poznańskiej, w rodzinie szlacheckiej herbu Prawdzic, zawdzięczającej swe miano wsi Bieganin koło Pleszewa (przez niektórych autorów błędnie był wywodzony ze szlachty litewskiej i przypisywany do herbu Pomian). Na świat przyszedł jako syn Wojciecha Biegańskiego, zmarłego w r. 1667 właściciela Barcina na Kujawach (według K. Kantaka ojciec przyszłego biskupa nosić miał imiona Kazimierz Władysław), oraz jego małżonki Zofii z Gieców, zamężnej później powtórnie za Walerianem Mycielskim. Do zakonu franciszkanów wstąpił jako piętnastolatek, rozpoczynając na wiosnę 1664 r. nowicjat w Poznaniu. Roczną probację odbył w latach 1664–1665 w Pyzdrach i 8 maja 1665 złożył profesję, jako członek konwentu poznańskiego, otrzymując wówczas imię Franciszek. Studia filozoficzno-teologiczne zdobywał w zakonie, wpierw w kraju (kurs filozofii zapewne w Kaliszu, a teologii w Poznaniu), a następnie zagranicą, wysłany przez przełożonych na dalsze studia do Kolegium św. Bonawentury w Rzymie. Tam uzyskał stopień doktora (mistrza) w zakresie nauk teologicznych. 
Po powrocie do kraju, już jako prezbiter, został wykładowcą filozofii w studium zakonnym w Kaliszu (zapewne 1675–1678), po czym został regensem studiów teologicznych najpierw w Poznaniu (zapewne 1678–1684), a od 1684 r. w Krakowie (1684-1687). Na kapitule prowincjalnej w r. 1684, obradującej w Kaliszu, został definitorem w zarządzie prowincji, a na kolejnej kapitule 15 września 1687 w Poznaniu, nastąpił jego wybór na przełożonego polskiej prowincji franciszkanów konwentualnych. Urząd ten sprawował przez pełną kadencję trzyletnią – do roku 1690. W tym czasie m.in. wziął udział w r. 1689 w obradach kapituły generalnej (29 maja), przed którą jeszcze odbył 1 marca tr. kongregację (konwokację) prowincjalną w Krakowie. W roku 1690, za pobytu w Warszawie, poważnie zachorował, mimo to został w tymże roku komisarzem generalnym prowincji litewskiej i jako taki przewodniczył jej kapitule prowincjalnej dnia 24 czerwca tr. w Wilnie. Na kapitule prowincji polskiej w dniu 16 września 1690 w Piotrkowie, zakończył własne prowincjalstwo (urząd przekazał wówczas następcy, którym został o. Franciszek Jabłoński). Następnie obrany został gwardianem konwentu warszawskiego, na czele którego stał do roku 1693. W r. 1691 został komisarzem generalnym prowincji ruskiej franciszkanów kowentualnych, w której przeprowadził wizytację i w maju tr. przewodniczył obradom jej kapituły prowincjalnej. W okresie swego gwardiaństwa w Warszawie zacieśnił wcześniej nawiązane związki z dworem królewskim i od Jana III Sobieskiego uzyskał nominację na nadwornego teologa. Posiadane wpływy wykorzystał też dla posunięcia naprzód odbudowy warszawskiego kościoła i klasztoru franciszkanów konwentualnych, które doznały zniszczeń w okresie „potopu” szwedzkiego. Nowa świątynia (pw. św. Franciszka Serafickiego) wznoszona była wprawdzie jeszcze od r. 1679, niemniej zakończenie prac miało nastąpić dopiero w r. 1733, która to zwłoka spowodowana była przede wszystkim trudnościami w pozyskaniu potrzebnych funduszy, około czego właśnie o. Biegański poczynił rozliczne starania. Na ten cel przeznaczył zresztą również część własnego majątku rodzinnego. Po zakończeniu gwardiaństwa w Warszawie późniejszy biskup był z kolei gwardianem w Poznaniu (zapewne od czerwca 1694 r.), a następnie kustoszem lubelskim (1697). W roku 1694 towarzyszył generałowi franciszkanów konwentualnych, o. Józefowi Bottari, w czasie jego kilkumiesięcznej wizytacji klasztorów zakonu w Rzeczypospolitej Obojga Narodów. W r. 1698 ustanowiony został przez zarząd generalny komisarzem prowincji polskiej i w tym charakterze przystąpił do jej wizytowania. Właśnie w trakcie wizytacji, dnia 19 lipca 1698 dowiedział się o jego desygnowaniu przez króla Augusta II na biskupa bakowskiego.
Stosownej nominacji król udzielił liczącemu sobie wówczas 49 lat zakonnikowi dnia 17 lipca 1698. W Rzymie kandydatura byłego prowincjała, wychowanka rzymskiego Kolegium św. Bonawentury, spotkała się z przychylnym przyjęciem i już 24 listopada 1698 papież Innocenty XII udzielił mu prekonizacji. Sakra Biegańskiego odbyła się w początkach roku 1699. Dnia 11 marca tr., już po konsekracji, otrzymał on od króla probostwo radoszyckie w Opoczyńskiem, prócz którego posiadał trzy inne probostwa na Rusi, nadane jako uposażenie jeszcze jego poprzednikowi w godności biskupa bakowskiego, dominikaninowi Amandowi Wiktorynowi Cieszejce (Czeszejce). Były to mianowicie parafie Brody, Dąbrowa i Parafia Ostróg, z którą to ostatnią miał pozostać szczególnie blisko związany do końca swych dni. Tam właśnie na stałe zamieszkał jako biskup, w lecie 1705 r. uchronił to miasto przed grabieżą ze strony wojsk kozackich hetmana Iwana Mazepy, tu też sporządził swój testament i został pochowany. Za jego proboszczowania świątynia w Ostrogu doświadczyła w r. 1707 włamania i kradzieży, których dopuściła się prawdopodobnie stacjonująca wówczas w okolicy piechota rosyjska. W r. 1700 uzyskał Biegański od macierzystego zakonu własnego teologa, w tym też roku poświęcił kościół franciszkański w Drużkopolu. Jako ordynariusz bakowski miał w r. 1701 spór sądowy z litewskimi dominikanami o spadek po jego poprzedniku, biskupie Cieszejce. Dnia 30 listopada 1706 wystąpił on w krakowskiej katedrze na Wawelu w charakterze współkonsekratora (u boku ordynariusza chełmskiego Kazimierza Łubieńskiego, a wespół z lwowskim biskupem pomocniczym Janem Skarbkiem, późniejszym metropolitą) nowego miejscowego biskupa pomocniczego Michała Szembeka. 
U progu roku 1709 Stanisław Franciszek Biegański ciężko zachorował wskutek szerzącej się zarazy i 16 stycznia tr. sporządził w Ostrogu testament, w którym rozporządził m.in.: „Gdziekolwiek by mnie, z woli Bożej, w którymkolwiek probostwie śmierć dogoniła, żeby mnie zaraz przy tym kościele pochowali, nie odwłócząc, bez żadnej pompy, solennych egzekwii, albo procesji, nigdzie do żadnego klasztoru św. Franciszka ciała mego grzesznego nie przewożąc, ale w ziemi głęboko na pięć łokci i więcej wykopawszy, oby pogrzebili, położywszy jaki kamień mały z napisem: «Hic iacet Pastor in medio gregis suae • Stanislaus Franciscus Biegański • Episcopus Valahens[is] Praeposit[us] Ostrog[ensis] • R.I.P.»”. Według natomiast Jakuba Piaseckiego treść inskrypcji epitafijnej, jaką hierarcha ten zażyczył sobie wyryć na jego płycie nagrobnej, miała być następująca: «Hic iacet Stanislaus peccator • huius ecciesiae indignus pastor • Episcopus Bacchoviensis •pro quo ora viator». W tydzień po spisaniu ostatniej woli, dnia 24 stycznia 1709, biskup Biegański zmarł w Ostrogu i tam też został pochowany (K. Kantak podaje błędnie datę śmierci jako 11 lipca 1709). Stosownie do jego woli wykonana została i umieszczona na jego grobie kamienna płyta epitafijna z wyobrażeniem infuły biskupiej i pastorału oraz rodowego herbu Prawdzic, opatrzona wszakże inskrypcją nie pokrywającą się do końca z żadną z podanych wyżej wersji, a mianowicie: «Deo O[ptimo] M[aximo] • Hic iacet positus in medio gregis suae • Frater Stanislaus Franciscus Biegański • Episcopus Baccoviensis Praepositus Ostrogensis • Fatis cessis die 24 Ianuarii Anno D[omi]ni 1709». Jeden z pisarzy franciszkańskich zapisał o biskupie Stanisławie Franciszku Biegańskim: „Wielkiej świętości mąż. Nad jego grobem często światłość widziano”. Do lat 60. XX wieku jego grobowiec z płytą nagrobną znajdował się między kościołem farnym a kaplicą grobową bpa Franciszka Komornickiego. Po jej zburzeniu przechowywano ją pod schodami Muzeum Krajoznawczego w Ostrogu. W 1995 roku miejscowa parafia katolicka odzyskała kamienny pomnik grobowy z piaskowca, które obecnie znajduje się we wnętrzu kościoła pw. Wniebowzięcia Najświętszej Maryi Panny w Ostrogu. Na odbudowanej kaplicy Niepokalanego Poczęcia Najświętszej Maryi Panny staraniem miejscowego proboszcza ks. Witolda Józefa Kowalowa pojawiło się nowe, wykonane z czarnego bazaltu, epitafium ku czci bpa Biegańskiego zawierające powyższy napis. 
Brat Stanisława, Wojciech zmarł r. 1708. Siostra, Katarzyna, została wydana za mąż za Jana Więckowskiego.